# Rik Luyten (volleybaltrainer)
Rik Luyten (10 februari 1961 - 30 juli 2013) was een Belgische volleybaltrainer. Het Pisaniconcept – de holistische benadering van jeugdopleiding – en het CORE-principe behoorden tot zijn basisconcept.

## Leven en carrière
Luyten was sinds het begin van de jaren tachtig actief als coach. In de jaren negentig coachte hij diverse eredivisie-damesteams. Van 2000 tot 2005 assisteerde hij Koen Hoeyberghs bij het nationaal damesteam. Hij werkte als coach voor de Vlaamse volleybalbond sinds 1993. Hij coachte er verschillende jeugdselecties en was er jarenlang coach aan de topsportschool.
Hij hield zich bezig met het ontdekken van nieuw talent en ondersteunde in die hoedanigheid de instroom van de topsportschool. Luyten gaf vele jaren les in diverse BLOSO trainerscursussen en was ook op regelmatige basislesgever van ettelijke trainersclinics.
In 2013 werd bij Luyten een hersentumor ontdekt. Drie maanden later, op 30 juli 2013, overleed hij op 52-jarige leeftijd aan de gevolgen van deze ziekte.

## Lidmaatschappen
- Vlaamse volleybal bond - Raad van bestuur
- Vlaamse volleybal bond - Jeugdcommissie[4]